# Andrzej Skorupski
Andrzej Skorupski (ur. 27 maja 1940 w Horochowie) – polski naukowiec, specjalista w dziedzinie elektroniki i informatyki, nauczyciel i wykładowca akademicki Wydziału Elektroniki i Technik Informacyjnych Politechniki Warszawskiej, University of Regina i innych uczelni publicznych i niepublicznych. Emerytowany pracownik Instytutu Informatyki Politechniki Warszawskiej. Członek Stowarzyszenia Elektryków Polskich, rzeczoznawca SEP i Zasłużony Senior SEP.
Autor książek i licznych artykułów z dziedziny informatyki, projektowania układów logicznych, techniki mikroprocesorowej, oraz budowy i oprogramowania komputerów. Współautor patentów z dziedziny techniki mikroprocesorowej, kryptologii i przetwarzania obrazów. Autor wielu wdrożeń nowych technologii cyfrowych w praktyce inżynierskiej w medycynie i przemyśle. Współprojektant dydaktycznych systemów laboratoryjnych przeznaczonych do prac związanych z techniką cyfrową. Za prace nad projektami laboratoryjnych systemów dydaktycznych umożliwiających efektywne nauczanie techniki cyfrowej, i prototypowanie nowoczesnych rozwiązań inżynierskich został dwukrotnie wyróżniony Nagrodą Ministra i wielokrotnie Nagrodami Rektora Politechniki Warszawskiej.
W stanie wojennym brał udział w wykrywaniu i likwidowaniu podsłuchów oraz konstruowaniu nielegalnych nadajników sygnału TV „Solidarność żyje” nakładanego na obraz reżimowej telewizji. Odznaczony Złotym Krzyżem Zasługi, Medalem Komisji Edukacji Narodowej, Odznaką „Zasłużony dla Łączności”, odznaką Zasłużony dla Politechniki Warszawskiej, wieloma medalami SEP oraz medalem Lider Bezpieczeństwa Państwa. Popularyzator techniki i wychowawca kilku pokoleń inżynierów. Były wychowawca i instruktor Przymierza Rodzin. Mieszka w Warszawie. Żonaty, ma czwórkę dzieci.

## Życiorys
Andrzej Skorupski urodził się 27 maja 1940 roku na Wołyniu jako młodszy syn Wandy Wachnowskiej-Skorupskiej i Kazimierza Skorupskiego. W 1958 roku ukończył Liceum im. Tadeusza Reytana w Warszawie. Po maturze wyjechał do Brazylii, gdzie pracował w RCA Victor Radio. Po powrocie do kraju w 1959 roku pracował w Państwowych Zakładach Teletransmisyjnych. W 1960 roku rozpoczął studia na Wydziale Łączności Politechniki Warszawskiej, które ukończył w 1966 roku. W 1965 roku rozpoczął pracę w Zakładzie Doświadczalnym przy Katedrze Budowy Maszyn Matematycznych. W 1966 roku rozpoczął staż asystencki w tej katedrze, a następnie pracował tam jako asystent i starszy asystent do 1975 roku. W tym roku obronił doktorat na temat projektowania układów logicznych. Od tego czasu do roku 2008 pracował jako adiunkt w Instytucie Informatyki. W latach 1978–1981 był zastępcą Dyrektora Instytutu Informatyki ds. dydaktycznych. W tym czasie Dyrektorem Instytutu Informatyki był Jerzy Mieścicki. Brał udział w wielu konferencjach związanych z nauczaniem informatyki, na których wygłaszał referaty dotyczące nauczania techniki mikroprocesorowej. Był inicjatorem wprowadzenia tej techniki do programów nauczania. W latach 1981–1987 był zastępcą Dyrektora Instytutu ds. doświadczalnych i kierował zakładem doświadczalnym. W tym czasie w zakładzie opracowano i wdrożono do produkcji wiele urządzeń związanych z techniką mikroprocesorową. Brał udział w pracach Komisji Kształcenia Rady Wydziału i był kierownikiem specjalności Budowa i oprogramowanie komputerów. W latach 1989–1990 wykładał architekturę komputerów i języki programowania na University of Regina w Kanadzie. Odwiedził także liczne ośrodki naukowe w Kanadzie i USA.
Zainteresowania zawodowe Andrzeja Skorupskiego dotyczyły wdrażania nowych technologii cyfrowych do praktyki inżynierskiej. Brał udział w wielu przedsięwzięciach technicznych jako projektant lub konsultant. Były to zastosowania techniki cyfrowej w sterowaniu (obrabiarki elektrochemiczne), w medycynie (aparatura do badań kardiologicznych). Swoją praktykę inżynierską wykorzystywał w pracy dydaktycznej, a rezultaty przedstawił w książkach: Podstawy techniki cyfrowej, Podstawy budowy i działania komputerów oraz Projektowanie złożonych układów cyfrowych (wspólnie z M. Pawłowskim). W sumie jest autorem lub współautorem 8 książek, ponad 70 artykułów naukowych lub referatów na konferencje oraz wielu patentów. Swoje doświadczenie dydaktyczne wykorzystywał do unowocześniania i modernizacji laboratoriów instytutowych. Był jednym z inicjatorów i projektantów dydaktycznych systemów laboratoryjnych: SML-1, SML-2, SML-3, a także MSM i DSM. Systemy te umożliwiały zarówno efektywne nauczanie techniki cyfrowej, jak i prototypowanie nowych rozwiązań inżynierskich. Za prace te został dwukrotnie wyróżniony Nagrodą Ministra i wielokrotnie Nagrodami Rektora.
Od 1960 jest członkiem Stowarzyszenia Elektryków Polskich, gdzie pełnił wiele różnych funkcji jak np. Przewodniczącego Rady Izby Rzeczoznawców. Jest rzeczoznawcą SEP i kierownikiem Działu Informatyki i weryfikatorem. Jest Zasłużonym Seniorem SEP. W latach 1995–1997 pracował w Wojskowej Akademii Technicznej, a w latach 2005–2007 prowadził zajęcia z techniki cyfrowej w Uniwersytecie Warmińsko-Mazurskim na Wydziale Matematyki i Informatyki. W latach 2007–2014 pracował w Wyższej Szkole Menedżerskiej jako docent, a przez dwa lata pełnił także funkcję Dziekana.
W stanie wojennym wykorzystywał swoje umiejętności zawodowe w działalności opozycyjnej. Współtworzył urządzenie do wykrywania podsłuchów oraz nadajnik sygnału telewizyjnego, służący do nałożenia napisu SOLIDARNOŚĆ ŻYJE na sygnał TV.
Działalność Andrzeja Skorupskiego obejmuje także popularyzację techniki. Pisał teksty dla czasopism SEP, „Przeglądu Technicznego” i „Tygodnika Powszechnego”. Gra na gitarze, słucha muzyki klasycznej. Czyta książki filozoficzne i historyczne. Uprawia żeglarstwo, narciarstwo i pływanie.

## Odznaczenia
Za swą działalność został wyróżniony odznaczeniami: Diamentową, Złotą i Srebrną Honorową Odznaką Naczelnej Organizacji Technicznej, Szafirową, Złotą i Srebrną Honorową Odznaką Stowarzyszenia Elektryków Polskich, Medalami SEP, Złotym Krzyżem Zasługi, Medalem Komisji Edukacji Narodowej, Odznaką „Zasłużony dla Łączności” i odznaką Zasłużony dla Politechniki Warszawskiej oraz medalem Lider Bezpieczeństwa Państwa.

## Wybrane publikacje

### Książki
- Podstawy techniki cyfrowej, Andrzej Skorupski, Wydawnictwa Komunikacji i Łączności, ISBN 83-206-1390-6
- Podstawy budowy i działania komputerów, Andrzej Skorupski, Wydawnictwa Komunikacji i Łączności, ISBN 83-206-1196-2
- Projektowanie złożonych układów cyfrowych, Marek Pawłowski, Andrzej Skorupski, Wydawnictwa Komunikacji i Łączności, ISBN 978-83-206-1771-9
- Projektowanie układów cyfrowych, Andrzej Skorupski, Oficyna Wydawnicza PW, ISBN 978-83-7814-685-8
- Pamięci maszyn cyfrowych, Andrzej Skorupski, PWN, ISBN 83-01-01821-6
- Mikroprocesory firmy INTEL, Andrzej Skorupski, PWN, ISBN 83-01-10945-9

### Patenty
- Zestaw elektronicznych modułów laboratoryjnych (patent 212215 z 2008),
- Sposób szyfrowania i urządzenie do realizacji tego sposobu (patent 227028 z 2012)
- Sposób i urządzenie do korekcji wielkoformatowych obrazów wysokiej rozdzielczości (patent 230262 z 2016)

### Artykuły
- A method of reversible circuits synthesis based on s-maps. Proc. SPIE 10445, Photonics Applications in Astronomy, Communications, Industry, and High Energy Physics Experiments 2017, 104451N (2017/08/07)
- Graphical Method of Reversible Circuits Synthesis. International Journal of Electronics and Telecommunications 2017, vol. 63, No 3, pp. 235–240
- Instruction driven CPU in the FPGA structure. (współautor), Measurement Automation Monitoring, May 2016, no. 05, vol. 62
- Algorytm syntezy kombinacyjnych układów odwracalnych, Pomiary Automatyka Kontrola, nr 8, 2011 str. 858–860
- Modelowanie w FPGA szyfratorów implementowanych w logice odwracalnej, PAK, nr 7, 2012, str 620–622 (współautorzy: M. Pawłowski, K. Gracki, P. Kerntopf).
- Synteza układów odwracalnych metodą różnicową. PAK nr 8, vol. 59, 2013, str. 784–786 (współautor).
- Szyfrator wykorzystujący odwracalne układy logiczne (Cipher based on reversible logic). Elektronika, nr 8/2014, str. 102–107 (współautor).
- Implementacja algorytmu syntezy układów odwracalnych w strukturach FPGA. PAK, nr 7, 2014, str. 477–479 (współautor).
- Rekonfigurowanie funkcji odwracalnych modelowanych w układzie FPGA. PAK, nr 7, 2014, str. 471–473 (współautor).
- System modułów laboratoryjnych wspomagający modelowanie układów cyfrowych. Elektronika nr 10, 2014, str. 91–92, (współautor).
- Heurystyczny algorytm syntezy quasi-optymalnych układów odwracalnych. Studia informatica, (współautor).
- Modelowanie mikroprogramowanych układów cyfrowych w FPGA. Elektronika, nr 6, 2015 (współautor).
- Prototypowanie programowalnych systemów wbudowanych. (współautor), Elektronika, 2/2016, str. 47–51
- UMC-1 pierwszy produkowany seryjnie polski komputer. Zeszyty Naukowe Politechniki Gdańskiej, 2015, nr 44.